# Lubao
Lubao, Tagalog: Bayan ng Lubao, ist eine philippinische Stadtgemeinde in der Provinz Pampanga, in der Verwaltungsregion III, Central Luzon. Nach dem Zensus von 2015 hatte Lubao 160.838 Einwohner, die in 31 Barangays lebten. Sie wird als Gemeinde der ersten Einkommensklasse auf den Philippinen und als teilweise urbanisiert eingestuft.
Lubaos Nachbargemeinden sind Guagua im Norden, Bacolor im Nordosten, Sasmuan im Osten, Hermosa im Südwesten und Floridablanca im Nordwesten. Die Gemeinde grenzt im Süden an die Gewässer der Bucht von Manila. Die Topographie der Stadt ist gekennzeichnet durch das Flachland der zentralen Luzon-Tiefebene und den Zambales-Bergen im westlichen Teil der Gemeinde.

## Baranggays
| - Balantacan - Bancal Pugad - Bancal Sinubli - Baruya - Calangain - Concepcion - De La Paz - Del Carmen - Don Ignacio Dimson - Lourdes - Prado Siongco - Remedios - San Agustin - San Antonio - San Francisco | - San Isidro - San Jose Apunan - San Jose Gumi - San Juan - San Matias - San Miguel - San Nicolas 1st - San Nicolas 2nd - San Pablo 1st - San Pablo 2nd - San Pedro Palcarangan - San Pedro Saug - San Roque Arbol - San Roque Dau - San Vicente | - Santa Barbara - Santa Catalina - Santa Cruz - Santa Lucia - Santa Maria - Santa Monica - Santa Rita - Santa Teresa 1st - Santa Teresa 2nd - Santiago - Santo Cristo - Santo Domingo - Santo Niño - Santo Tomas |

## Persönlichkeiten
- Rogelio de la Rosa (* 1916 in Lubao; † 1986 in Manila), Schauspieler, Politiker und Diplomat